# Mehun-sur-Yèvre
Mehun-sur-Yèvre és un municipi francès, situat al departament de Cher i a la regió de Centre – Vall del Loira. L'any 2007 tenia 6.889 habitants.

## Demografia

### Població
El 2007 la població de fet de Mehun-sur-Yèvre era de 6.889 persones. Hi havia 2.947 famílies, de les quals 922 eren unipersonals (303 homes vivint sols i 619 dones vivint soles), 1.030 parelles sense fills, 811 parelles amb fills i 184 famílies monoparentals amb fills.
La població ha evolucionat segons el següent gràfic:
Habitants censats

### Habitatges
El 2007 hi havia 3.508 habitatges, 3.013 eren l'habitatge principal de la família, 142 eren segones residències i 354 estaven desocupats. 2.920 eren cases i 577 eren apartaments. Dels 3.013 habitatges principals, 2.035 estaven ocupats pels seus propietaris, 918 estaven llogats i ocupats pels llogaters i 60 estaven cedits a títol gratuït; 34 tenien una cambra, 298 en tenien dues, 682 en tenien tres, 900 en tenien quatre i 1.098 en tenien cinc o més. 1.911 habitatges disposaven pel capbaix d'una plaça de pàrquing. A 1.364 habitatges hi havia un automòbil i a 1.155 n'hi havia dos o més.

### Piràmide de població
La piràmide de població per edats i sexe el 2009 era:
| Homes | Edats   | Dones |
| ----- | ------- | ----- |
| 4     | 95 o +  | 20    |
| 24    | 90 a 94 | 76    |
| 52    | 85 a 89 | 80    |
| 48    | 80 a 84 | 88    |
| 140   | 75 a 79 | 220   |
| 136   | 70 a 74 | 144   |
| 172   | 65 a 69 | 216   |
| 204   | 60 a 64 | 168   |
| 176   | 55 a 59 | 156   |
| 268   | 50 a 54 | 288   |
| 248   | 45 a 49 | 248   |
| 296   | 40 a 44 | 200   |
| 204   | 35 a 39 | 288   |
| 256   | 30 a 34 | 196   |
| 256   | 25 a 29 | 276   |
| 144   | 20 a 24 | 184   |
| 208   | 15 a 19 | 268   |
| 248   | 10 a 14 | 312   |
| 252   | 5 a 9   | 164   |
| 172   | 0 a 4   | 168   |

## Economia
El 2007 la població en edat de treballar era de 4.277 persones, 3.108 eren actives i 1.169 eren inactives. De les 3.108 persones actives 2.760 estaven ocupades (1.498 homes i 1.262 dones) i 348 estaven aturades (132 homes i 216 dones). De les 1.169 persones inactives 452 estaven jubilades, 303 estaven estudiant i 414 estaven classificades com a «altres inactius».

### Ingressos
El 2009 a Mehun-sur-Yèvre hi havia 3.143 unitats fiscals que integraven 7.066 persones, la mediana anual d'ingressos fiscals per persona era de 17.500 €.

### Activitats econòmiques
Dels 312 establiments que hi havia el 2007, 2 eren d'empreses extractives, 8 d'empreses alimentàries, 4 d'empreses de fabricació de material elèctric, 21 d'empreses de fabricació d'altres productes industrials, 47 d'empreses de construcció, 65 d'empreses de comerç i reparació d'automòbils, 12 d'empreses de transport, 27 d'empreses d'hostatgeria i restauració, 3 d'empreses d'informació i comunicació, 15 d'empreses financeres, 14 d'empreses immobiliàries, 36 d'empreses de serveis, 29 d'entitats de l'administració pública i 29 d'empreses classificades com a «altres activitats de serveis».
Dels 108 establiments de servei als particulars que hi havia el 2009, 1 era una oficina d'administració d'Hisenda pública, 1 gendarmeria, 1 oficina de correu, 8 oficines bancàries, 1 funerària, 9 tallers de reparació d'automòbils i de material agrícola, 1 taller d'inspecció tècnica de vehicles, 4 autoescoles, 9 paletes, 5 guixaires pintors, 10 fusteries, 8 lampisteries, 7 electricistes, 12 perruqueries, 2 veterinaris, 16 restaurants, 6 agències immobiliàries, 3 tintoreries i 4 salons de bellesa.
Dels 42 establiments comercials que hi havia el 2009, 2 eren supermercats, 1 un supermercat, 1 una gran superfície de material de bricolatge, 2 botiges de menys de 120 m², 5 fleques, 6 carnisseries, 1 una carnisseria, 1 una botiga de congelats, 2 llibreries, 7 botigues de roba, 2 botigues d'equipament de la llar, 1 una botiga d'equipament de la llar, 1 una sabateria, 3 botigues de material esportiu, 1 una botiga de material de revestiment de parets i terra, 1 un drogueria, 1 una perfumeria i 4 floristeries.
L'any 2000 a Mehun-sur-Yèvre hi havia 10 explotacions agrícoles.

## Equipaments sanitaris i escolars
El 2009 hi havia 3 farmàcies i 2 ambulàncies.
El 2009 hi havia 3 escoles maternals i 3 escoles elementals. Mehun-sur-Yèvre disposava d'un col·legi d'educació secundària amb 482 alumnes.

## Poblacions més properes
El següent diagrama mostra les poblacions més properes.